# Chrysso arops
Chrysso arops là một loài nhện trong họ Theridiidae.
Loài này thuộc chi Chrysso. Chrysso arops được Herbert Walter Levi miêu tả năm 1962.